# Голям подковонос
Големият подковонос (Rhinolophus ferrumequinum) е вид дребни бозайници от семейство Подковоносови (Rhinolophidae). Разпространен е в голяма част от Европа (от Южна Англия до Кавказ), централните части на Азия (до Северен Иран, Хималаите и Северна Япония) и в Северозападна Африка. В България се среща в цялата страна, рядко при надморска височина повече от 1600 m.

## Физически характеристики
Големият подковонос е най-едрият вид подковоноси, срещащ се в Европа. Дължината на главата и тялото е 52-70 mm, дължината на опашката – 30-43 mm, размахът на крилете – 350-400 mm, а масата – 17-30 g.  На цвят е светлосиво-кафеникав, малко по-тъмен по гърба, а крилата му са тъмнокафяви.

## Начин на живот
Големият подковонос обитава пещери, скални ниши, хралупи, изоставени сгради и други закрити места със сравнително голям вход и обем. Среща се особено често в карстови местности. Спи зимен сън със силно понижаване на телесната си температура, като температурата в зимните му убежища трябва да е поне 4 °C. Продължителността на живота е до 30 години.
Големият подковонос е стационарен вид, като извършва само локални сезонни миграции на разстояние до 50 km. Живее в летни (размножителни) и зимни колонии, наброяващи между 50 и 300, в редки случаи до 500 екземпляра. Често съжителства с други видове прилепи, като южен подковонос (Rhinolopus euryale) и трицветен нощник (Myotis emarginatus).
За ориентация големият подковонос използва ехолокация, като издава ултразвуков сигнал, съставен от дълга част с постоянна честота 81-83 kHz и две кратки честотно модулирани части. Лети сравнително бавно, но е много маневрен. Храни се главно с едри насекоми, които обикновено улавя в полет. Предпочитаната му храна са нощните пеперуди, но през пролетта и есента, когато те се срещат по-рядко, се храни и с други видове пеперуди, с бръмбари, ципокрили и двукрили.

## Размножаване
Големите подковоноси достигат полова зрялост на третата си година, като дори след това женските не участват в размножаването всяка година. Копулацията обикновено е през есента, по-рядко през зимата или пролетта. Както при повечето прилепи, срещащи се в Европа, оплождането става едва през пролетта. През май-юни се образуват летни колонии, съставени почти изцяло от женски, а в края на юни и началото на юли те раждат по едно малко. Малките се научават да летят след 35-40 дни и до началото на септември се разселват, като летните колонии се разпадат.